# Водное поло на летних Олимпийских играх 1924
На летних Олимпийских играх 1924 года соревнования по водному поло проводились только среди мужчин. Первенство проводилось по системе Бергваля: после выявления обладателя золотой медали оставшиеся команды начинали новый турнир, в котором разыгрывалась серебряная медаль, а затем аналогичным образом определялся бронзовый призёр.

## Медалисты
|         | Золото  | Серебро | Бронза |
| Мужчины | Франция | Бельгия | США · Артур Остин · Элмер Коллетт · Генри Хэнди · Оливер Хорн · Фредерик Лауэр · Джордж Митчелл · Джон Нортон · Джеймс Уоллес О'Коннор · Джордж Скрот · Герберт Воллмер · Джонни Вайсмюллер |